# Divoratore
Il Divoratore, il cui vero nome è William Turner, è un personaggio dei fumetti, creato da Gerry Conway (testi) e Ross Andru (disegni), pubblicato dalla Marvel Comics. La sua prima apparizione è in The Amazing Spider-Man (prima serie) n. 138 (novembre 1974).

## Biografia del personaggio
William Turner, un bambino nato deforme, si nutriva di emozioni umane. Dopo aver ucciso i suoi genitori con la sola forza del pensiero sviluppò i suoi poteri mentali in orfanotrofio, per superare le angherie e i soprusi subiti dagli altri ragazzi.
Anni dopo, quando Peter Parker venne sfrattato dall'appartamento che divideva con Harry Osborn, si trasferì in casa dell'amico Flash Thompson.
Vicino all'appartamento di Flash viveva William Turner, ora conosciuto come il Divoratore. Il mostro ipnotizzò l'intero quartiere conducendo le persone verso la sua casa. Spider-Man era l'unico in grado di resistere all'attrazione mentale del Divoratore e, evitando gli attacchi mentali del mostro, lo sconfisse liberando i vicini di casa del quartiere dall'ipnosi.
1. ↑  Il termine volume è usato in lingua inglese, in questo contesto, per indicare le serie, pertanto Vol. 1 sta per prima serie, Vol. 2 per seconda serie e così via.